# Czerwona Góra (Pogórze Wielickie)
Czerwona Góra (335 m n.p.m.) – wzniesienie we wsi Zakliczyn w województwie małopolskim, w powiecie myślenickim, w gminie Siepraw. Pod względem geograficznym rejon ten należy do Pogórza Wielickiego w obrębie Pogórza Zachodniobeskidzkiego. Czerwona Góra znajduje się po północno-zachodniej stronie drogi nr 967 i po jej północno-wschodniej stronie przechodzi odgałęziająca się od drogi 967 droga z Brzączowic do Wieliczki.
Porośnięte lasem bardziej strome południowo-zachodnie i południowe stoki Czerwonej Góry opadają do doliny potoku Słona Woda. Względna wysokość Czerwonej Góry nad doliną tego potoku wynosi około 45 m. Mniej stromy północno-wschodni grzbiet zajmują pola uprawne i zabudowania Zakliczyna. W lesie dolnej części stoków Czerwonej Góry jest wybitny, zbudowany z piaskowca skalny mur o nazwie Diable Skały. Uprawiany jest na nim bouldering. W Diablich Skałach są też dwie jaskinie: Jaskinia w Czerwonej Górze Pierwsza i Schronisko w Czerwonej Górze Drugie.
Przez Czerwoną Górę prowadzi asfaltowy szlak turystyki rowerowej i pieszej. Zaczyna się przy drodze 967 za mostem, około 1 km na południowy zachód od skrzyżowania tej drogi z drogą do Wieliczki. Zaraz za mostkiem którym przekracza on Słoną Wodę, znajduje się u podnóży Czerwonej Góry wiata dla turystów i tablice informacyjne (Przystanek turystyczny Czerwona Góra). Diable Skały znajdują się na zboczu po prawej stronie szlaku i są z niego widoczne. Prowadzi do nich schodkami ścieżka z poręczą.

## Przypisy

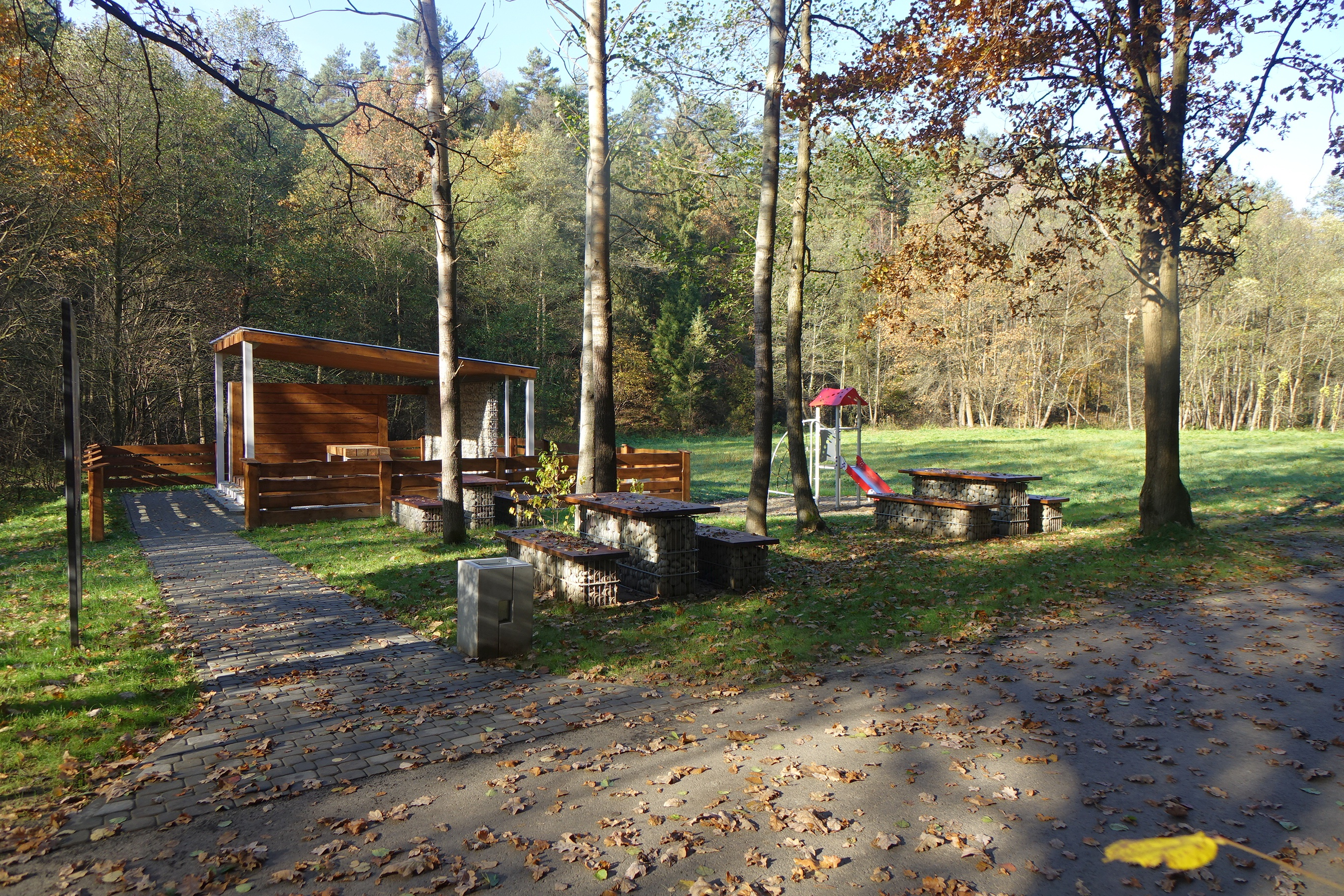
Wiata u podnóży Czerwonej Góry
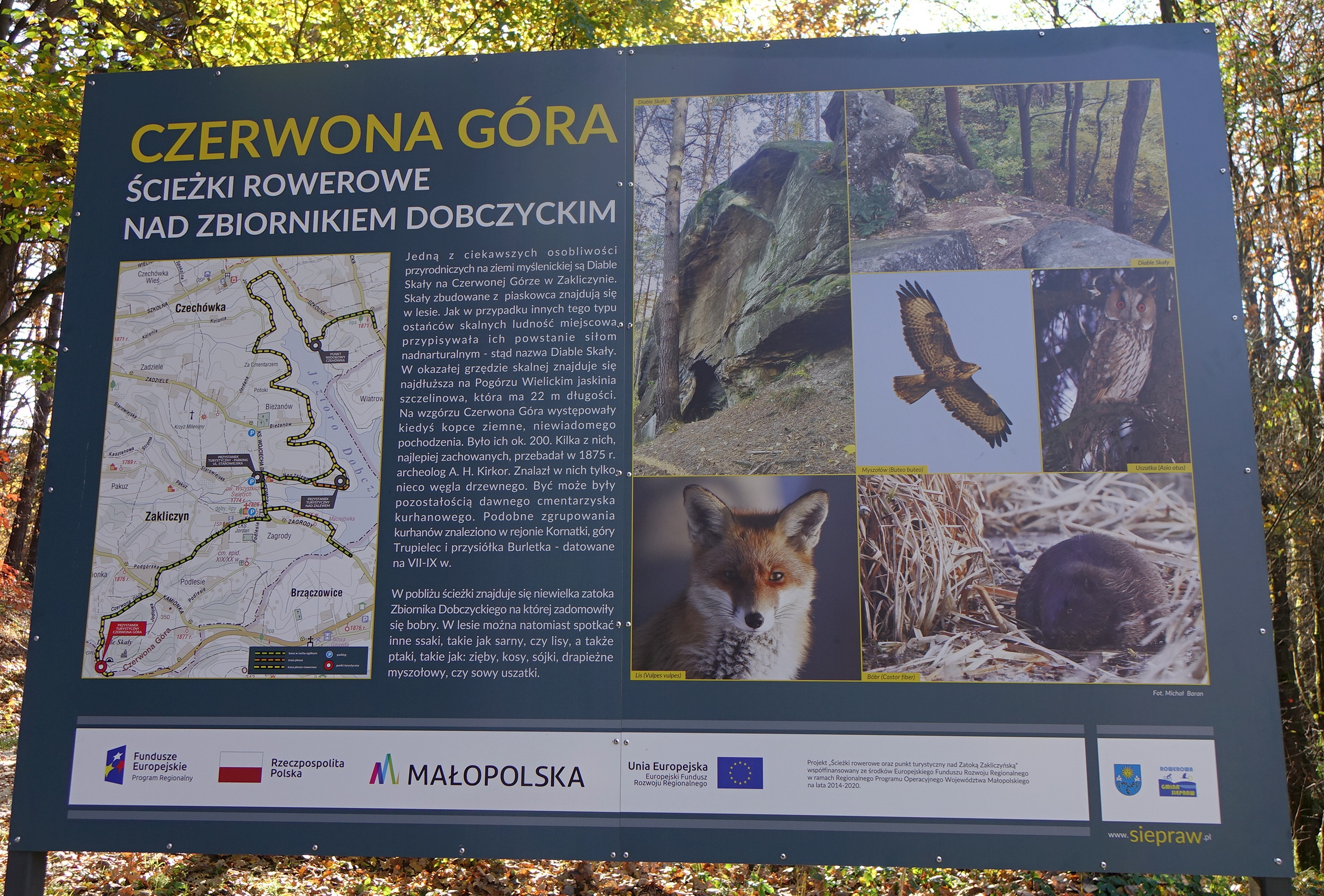
Tablica informacyjna przy wiacie
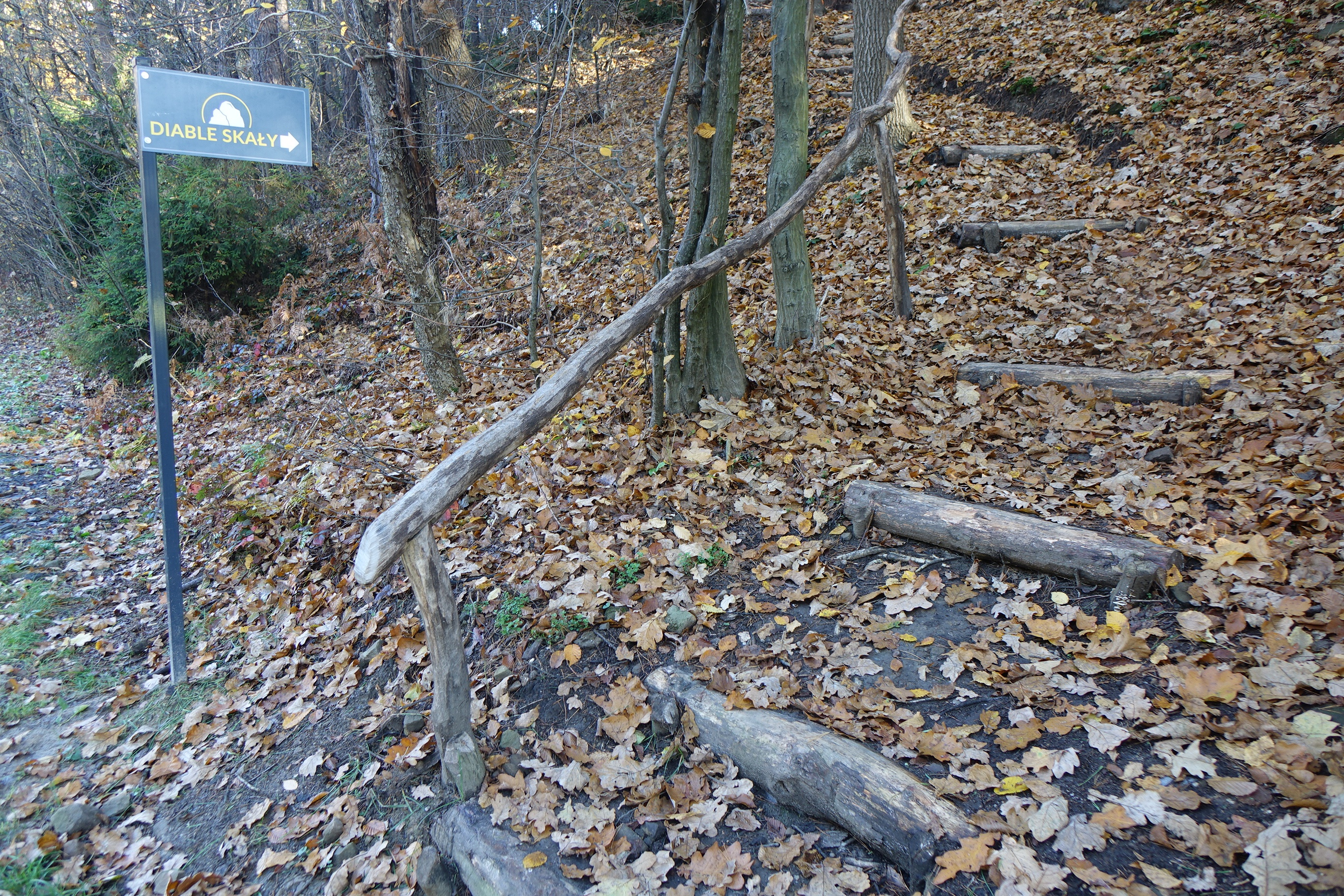
Schodki do Diablich Skał